# Goffredo Lagger
Goffredo Lagger, född 12 januari 1902 i Formazza i Piemonte, död 24 september 1984 i Arona i Piemonte, var en italiensk längdskidåkare som tävlade under 1920-talet. Vid olympiska vinterspelen 1924 i Chamonix deltog han i militärpatrull och ingick i det italienska laget som bröt tävlingen.